# プレブル (DD-12)
|          |                                                     |
| 艦歴     |                                                     |
| 発注     |                                                     |
| 起工     | 1899年4月21日                                       |
| 進水     | 1901年3月2日                                        |
| 就役     | 1903年12月14日                                      |
| 退役     | 1919年7月11日                                       |
| その後   | 1920年1月3日に売却                                  |
| 除籍     | 1919年9月15日                                       |
| 性能諸元 |                                                     |
| 排水量   | 592トン                                             |
| 全長     | 250 ft 2 in (76.25 m)                               |
| 全幅     | 23 ft 1 in (7.04 m)                                 |
| 吃水     | 6 ft 6 in (1.98 m)                                  |
| 機関     |                                                     |
| 最大速   | 28ノット (52 km/h)                                  |
| 乗員     | 士官、兵員87名                                      |
| 兵装     | 3インチ砲2門、 6ポンド砲4門、 18インチ魚雷発射管3門 |

プレブル (USS Preble, DD-12) は、アメリカ海軍の駆逐艦。ベインブリッジ級駆逐艦の12番艦。艦名はエドワード・プレブル代将に因む。その名を持つ艦としては3隻目。

## 艦歴
プレブルは1899年4月21日にカリフォルニア州サンフランシスコのユニオン鉄工所で起工、1901年3月2日にエセル・プレブルによって進水し、1903年12月14日に艦長T・C・フェントン大尉の指揮下就役した。
プレブルは太平洋艦隊に配属され、1908年までワシントン州からパナマ運河地帯の西海岸において第2および第4水雷小艦隊と共に作戦活動を行い、8月24日から11月まではハワイおよびサモアへの巡航を行った。帰還すると西海岸での作戦活動を再開し、1909年2月4日にメア・アイランド海軍造船所で不活性化が行われた。2月23日から9月17日まで予備役として保管された後、再就役し太平洋水雷小艦隊に配属され、1913年まで作戦活動に従事した。1913年6月19日に再び予備役となり、1914年4月23日まで艦隊と共にメア・アイランドで保管された。
その後も水雷訓練、砲術演習および掃海活動は続けられ、1915年の夏には補給路の情報収集のためアラスカ水域への巡航に参加した。1916年10月25日から1917年4月3日まで予備役として保管された後、4月30日にサンディエゴを出航し東海岸へ向かった。プレブルは7月13日にバージニア州ノーフォークに到着し、第一次世界大戦が終了するまで中部大西洋の沿岸で輸送船団護衛任務に従事した。1919年7月11日にニューヨークで退役し、9月15日に除籍、1920年1月3日にフィラデルフィアのスクラップ業者ジョセフ・G・ヒトナーに売却された。